# 玛氏长阎甲
玛氏长阎甲（学名：Syntelia mazuri），一种发现于中国四川省峨眉山的甲虫，隶属于长阎甲科长阎甲属。种加词源自波兰昆虫学家斯瓦沃米尔·马祖尔（Sławomir Mazur）的姓氏。

## 形态特征
模式标本雌性成虫体长17毫米，宽约5.1毫米。体型近似圆柱形。鞘翅上具有3条几乎完整的条纹，仅在基部1/6处有轻微中断，条纹齐头并进向顶部延伸。通体呈黑色，须肢、腿部腹面和跗节红褐色。